# Thygater armandoi
Thygater armandoi är en biart som beskrevs av Urban 1999. Thygater armandoi ingår i släktet Thygater och familjen långtungebin. Inga underarter finns listade i Catalogue of Life.